# Charles de La Valette
 (avril 2024).
Charles Jean Marie Félix, marquis de La Valette, né à Senlis le 25 novembre 1806, mort à Paris le 2 mai 1881, est un homme politique français.

## Biographie
Entré dans la diplomatie sous la monarchie de Juillet, il est secrétaire d'ambassade à Stockholm en 1837, consul général à Alexandrie en 1841 et ministre plénipotentiaire en Hesse-Cassel en 1846. Il est député de la Dordogne de 1846 à 1848, siégeant dans la majorité conservatrice.
En 1849, il est nommé à Constantinople et devient sénateur du Second Empire en 1853. Il est de nouveau ambassadeur à Constantinople de 1860 à 1862 puis ministre de l'intérieur de 1865 à 1867 et ministre des affaires étrangères de 1868 à 1869. Il est ambassadeur à Londres de 1869 à 1870.
- Ministre de l'Intérieur du 28 mars 1865 au 13 novembre 1867

dans le Gouvernement Louis-Napoléon Bonaparte (3)
- Ministre des Affaires étrangères par intérim du 1er septembre 1866 au 2 octobre 1866 dans le Gouvernement Louis-Napoléon Bonaparte (3)
- Ministre des Affaires étrangères du 17 décembre 1868 au 17 juillet 1869 dans le Gouvernement Louis-Napoléon Bonaparte (3)

## Sources
- Chandon, Christian et Michel Souloumiac. Le marquis de La Valette: ambassadeur et ministre du Second Empire, A.R.A.H., 2006.
- « Charles de La Valette », dans Adolphe Robert et Gaston Cougny, Dictionnaire des parlementaires français, Edgar Bourloton, 1889-1891 [détail de l’édition]